# ناحیه تاب
ناحیهٔ تاب (به مجاری:  Tabi járás) یک ناحیه در مجارستان است که در شومودی واقع شده‌است. ناحیهٔ تاب ۴۲۷٫۲۴ کیلومتر مربع مساحت و ۱۲٬۷۹۷ نفر جمعیت دارد.